# Duy Dương
Duy Dương (chữ Hán phồn thể:維揚區, chữ Hán giản thể: 维扬区) là một quận thuộc địa cấp thị Dương Châu, tỉnh Giang Tô, Cộng hòa Nhân dân Trung Hoa. Quận này có diện tích 120 ki-lô-mét vuông, dân số 260.000 người. Mã số bưu chính là 225002. Về mặt hành chính, quận này được chia ra thành 3 nhai đạo, 1 trấn, 3 hương.
- Nhai đạo: Song Kiều, Mai Lĩnh, Cam Tuyền.
- Trấn: Tây Hồ.
- Hương: Song Kiều, Thành Bắc, Bình Sơn.